# Szczerbice
Szczerbice est une localité polonaise de la gmina de Gaszowice, située dans le powiat de Rybnik en voïvodie de Silésie.

## Histoire
De 1818 à 1922, Sczyrbitz fait partie de l'arrondissement de Rybnik dans le district d'Oppeln au sein la province de Silésie